# Niviventer hinpoon
Niviventer hinpoon — вид пацюків (Rattini), ендемік Таїланду.

## Морфологічна характеристика
Довжина голови й тулуба від 120 до 160 мм, довжина хвоста від 120 до 160 мм, довжина лапи від 25 до 28 мм, довжина вуха від 17 до 21 мм, вага до 70 грамів. Волосяний покрив колючий. Колір верхніх частин тьмяний жовтувато-сірий, а черевні частини темно-жовто-сірі. Хвіст такий же, як і голова і тулуб, зверху темно-коричневий, знизу світліший. Лапи довгі й тонкі. Число хромосом 2n = 46, FN = 52.

## Середовище проживання
Зустрічається лише у вапнякових карстах провінцій Сарабурі, Лопбурі, Накхон Саван, центральний Таїланд. Мешкає в місцях проживання, пов'язаних з вапняковими пагорбами.

## Спосіб життя
Це наземний вид.